# Макс Ервин фон Шойбнер-Рихтер
Макс Ервин фон Шойбнер-Рихтер (на немски: Max Erwin von Scheubner-Richter) е германски политик и офицер. Той е един от първите нацисти.
Заедно с колегата си Алфред Розенберг, разработва плана за сваляне на германското правителство чрез Бирения пуч. По време на пуча е застрелян в белите дробове и умира на място.

## Биография
Шойбнер-Рихтер е балтийски германец, роден в Рига, Руската империя, и е живее голяма част от живота си там. По време на Руската революция от 1905 г. той е в една от частните армии, създадени да се борят срещу революционерите. Той се жени за дъщеря на производител, чийто завод охранява.

### Първата световна война и Арменският геноцид
По време на Първата световна война, Шойбнер-Рихтер служи в Османската империя като германски вицеконсул в Ерзурум. Освен че заема тази длъжност, той документира и турските кланета над арменците като част от Арменския геноцид. По това време той е смятан за една от най-прочутите личности срещу депортирането и последвалите кланета на арменците. Шойбнер-Рихтер вярва, че депортациите се основават на „расова омраза“ и че никой не може да оцелее в това пътуване. Той заключава, че депортирането е политика на „унищожаване“.

### Руската революция
След войната той участва в руската контрареволюция. Обединява усилията си с Балтийския Фрайкорпс.

### Германия (1918-1923): Нацистка дейност
Шойбнер-Рихтер се премества в Германия от Русия с оттеглящата се имперска армия, заедно с Алфред Розенберг през 1918 г. Той е лидер на Aufbau Vereinigung , конспиративна организация, съставена от белогвардейски руски емигранти и германски националсоциалисти.
В края на септември 1923 г., Шойбнер-Рихтер дава на Адолф Хитлер дълъг план за революция, като пише: „Националната революция не трябва да предхожда изземването на политическата власт, а изземването на държавната полиция представлява обещанието за национална революция“ и „да поставя ръце на държавната полиция по начин, който е поне външно законен“.
По време на Бирения пуч, вървящ ръка за ръка с Хитлер, той е застрелян в белите дробове и умира мигновено, докато маршируват към частите на Райхсвера на 9 ноември 1923 г. При свличането си на земята, той издърпва Хитлер надолу и измъква дясното му рамо. Шойбнер-Рихтер е единственият нацистки лидер, който умира по време на пуча. От всички ранни членове на партията, които загиват тогава, Хитлер казва, че Шойбнер-Рихтер е единствената „незаменима загуба“. Първата част от книгата на Хитлер - „Моята борба“ е посветена на Шойбнер-Рихтер и на останалите 15 мъже, които загиват в пуча.